# Народ против О. Џ. Симпсона: Америчка крими прича
Народ против О. Џ. Симпсона: Америчка крими прича (енгл. The People v. O. J. Simpson: American Crime Story) прва је сезона криминалистичке телевизијске серије Америчка крими прича. Састоји се од 10 епизода, а премијерно је емитована 2. фебруара 2016. године. Врти се око случаја убиства за које се терети О. Џ. Симпсон, а темељи се на књизи Џефрија Тубина, Трка његовог живота: Народ против О. Џ. Симпсона (1997). У Србији је емитована од 24. фебруара до 27. априла 2016. године на кабловском каналу Fox.
Добила је похвале критичара, а највише за глумачку поставу (посебно Полсонову, Венса, Брауна и Траволту), режију и сценарио. На 68. додели награда Еми за програме у ударном термину, добила је 22 номинације у 13 категорија, освојивши девет, укључујући награду за најбољу мини-серију, што је највише те године после серије Игра престола, која је освојила 12 награда. Такође је освојила награде Златни глобус у категорији најбоље мини-серије или ТВ филме и најбоље главне глумице у мини-серији или ТВ филму за Сару Полсон.

## Улоге

### Главне
- Стерлинг К. Браун као Кристофер Дарден (10 епизода)
- Кенет Чој као Ленс Ито (7 епизода)
- Кристијан Клеменсон као Вилијам Хоџман (5 епизода)
- Кјуба Гудинг Млађи као О. Џ. Симпсон (10 епизода)
- Брус Гринвуд као Гил Гарсети (10 епизода)
- Нејтан Лејн као Ф. Ли Бејли (8 епизода)
- Сара Полсон као Марша Кларк (10 епизода)
- Дејвид Швимер као Роберт Кардашијан (10 епизода)
- Џон Траволта као Роберт Шапиро (10 епизода)
- Кортни Б. Венс као Џони Кокран (10 епизода)

### Споредне
- Киша Шарп као Силвија Дејл Кокран
- Крис Бауер као детектив Том Ланг
- Ејнџел Паркер као Шон Чапман
- Селма Блер као Крис Џенер
- Џордана Брустер као Дениз Браун
- Кони Бритон као Феј Резник
- Гарет М. Браун као Лу Браун
- Крис Конер као Џефри Тубин
- Кели Даудл као Никол Браун Симпсон
- Ејжа Моне Реј као Сидни Симпсон
- Тај Вајт као Џејсон Симпсон
- Бонита Фридериси као Пети Голдман
- Дејл Годболдо као Карл Е. Даглас
- Џесика Блер Херман као Ким Голдман
- Џерис Појндекстер као Вотсон Калхун
- Џена Вилис као Танја Браун
- Келси Гризволд као Доминик Браун
- Сузан Бобијан као Аманда Кули
- Мери Ен Макгари као Јудита Браун
- Розлин Џентл као демон
- П. Л. Браун као Ускршње острво
- Кристофер Бојер као Деда Мраз
- Коко Браун као Џенет Харис
- Дајана Дејвс као златна девојка
- Вирџинија Луиза Смит као Франсин Флорио-Бутен
- Нори Викторија као Трејси
- Кешас М. Вилис као Мајкл Нокс
- Чајна Шејверс као Ширли Симпсон
- Изабела Балби као Кортни Кардашијан
- Морган Бастин као Клои Кардашијан
- Николас Бехтел као Роб Кардашијан
- Вероника Галвез као Ким Кардашијан
- Валери Рос као Јунис Симпсон
- Мајкл Грејам као заменик О. Џ.
- Рио Хекфорд као Пат Макена
- Џан Хи Ли као Денис Фунг
- Ехсан Шахиди као Џастин Симпсон
- Хадсон Вест као Травис Кларк
- Кејлеб Фут као Ели
- Дејвид Бикфорд као Мајкл Баден
- Анџела Елејн Гибс као Барбара Кокран
- Стефани Маквеј као Линда
- Пол Ким Млађи као Хенри Ли
- Франсес Греј као Беатрис Вилсон
- Милет Поли као Бренда Морган
- Фин Свини као Тревор Кларк
- Еван Хандлер као Алан Дершовиц
- Лари Кинг као он
- Џејк Кепл као Рон Голдман
- Шерил Лад као Линел Шапиро
- Били Магнусен као Като Келин
- Роб Мороу као Бари Шек
- Роберт Морс као Доминик Дан
- Мајкл Макгрејди као детектив Филип Ванатер
- Стивен Пасквале као детектив Марк Ферман
- Леонард Робертс као Денис Шацман
- Џозеф Сираво као Фред Голдман
- Малком-Џамал Ворнер као Ал Каулингс

### Гостујуће
- Маргерит Моро као Лора Макини
- Енџи Патерсон као Паула Барбијери
- Кваме Патерсон као Мајкл Дарден
- Роми Роузмонт као Џил Шивли
- Двејн Шепард Старији као господин Дарден
- Бо Вирик као Алан Парк
- Кен Лернер као Хауард Вајцман

### Архивски снимак/аудио
- О. Џ. Симпсон
- Никол Браун Симпсон
- Барбара Волтерс
- Родни Кинг
- Пени Данијелс
- Опра Винфри

## Епизоде
| Бр. еп. (укупно) | Бр. еп. (у сезони) | Српски наслов Изворни наслов | Редитељ          | Сценариста                                                      | Премијера                          | Прод. код | Гледаност у САД (милиони) |
| ---------------- | ------------------ | ---------------------------- | ---------------- | --------------------------------------------------------------- | ---------------------------------- | --------- | ------------------------- |
| 1                | 1                  | Из пепела трагедије          | Рајан Марфи      | Скот Александер и Лари Карашевски                               | 2. фебруар 2016. 24. фебруар 2016. |           | 5,12                      |
| 2                | 2                  | Трка његовог живота          | Рајан Марфи      | Скот Александер и Лари Карашевски                               | 9. фебруар 2016. 2. март 2016.     |           | 3,90                      |
| 3                | 3                  | Тим из снова                 | Ентони Хемингвеј | Данијел Винсент Девинсентис                                     | 16. фебруар 2016. 9. март 2016.    |           | 3.34                      |
| 4                | 4                  | Сигурно није крив            | Ентони Хемингвеј | Маја Форбс, Волас Володарски, Скот Александер и Лари Карашевски | 23. фебруар 2016. 16. март 2016.   |           | 3,00                      |
| 5                | 5                  | Карта расизма                | Џон Синглтон     | Џо Роберт Кол                                                   | 1. март 2016. 23. март 2016.       |           | 2,73                      |
| 6                | 6                  | Марша, Марша, Марша          | Рајан Марфи      | Данијел Винсент Девинсентис                                     | 8. март 2016. 30. март 2016.       |           | 3,00                      |
| 7                | 7                  | Теорије завере               | Ентони Хемингвеј | Данијел Винсент Девинсентис                                     | 15. март 2016. 6. април 2016.      |           | 2,89                      |
| 8                | 8                  | Порота у затвору             | Ентони Хемингвеј | Џо Роберт Кол                                                   | 22. март 2016. 13. април 2016.     |           | 2,91                      |
| 9                | 9                  | Мана из раја                 | Ентони Хемингвеј | Скот Александер и Лари Карашевски                               | 29. март 2016. 20. април 2016.     |           | 2,76                      |
| 10               | 10                 | Пресуда                      | Рајан Марфи      | Скот Александер и Лари Карашевски                               | 5. април 2016. 27. април 2016.     |           | 3,27                      |